# Silene tamaranae
Silene tamaranae är en nejlikväxtart som beskrevs av D. Bramwell. Silene tamaranae ingår i släktet glimmar, och familjen nejlikväxter. Inga underarter finns listade i Catalogue of Life.

## Bildgalleri

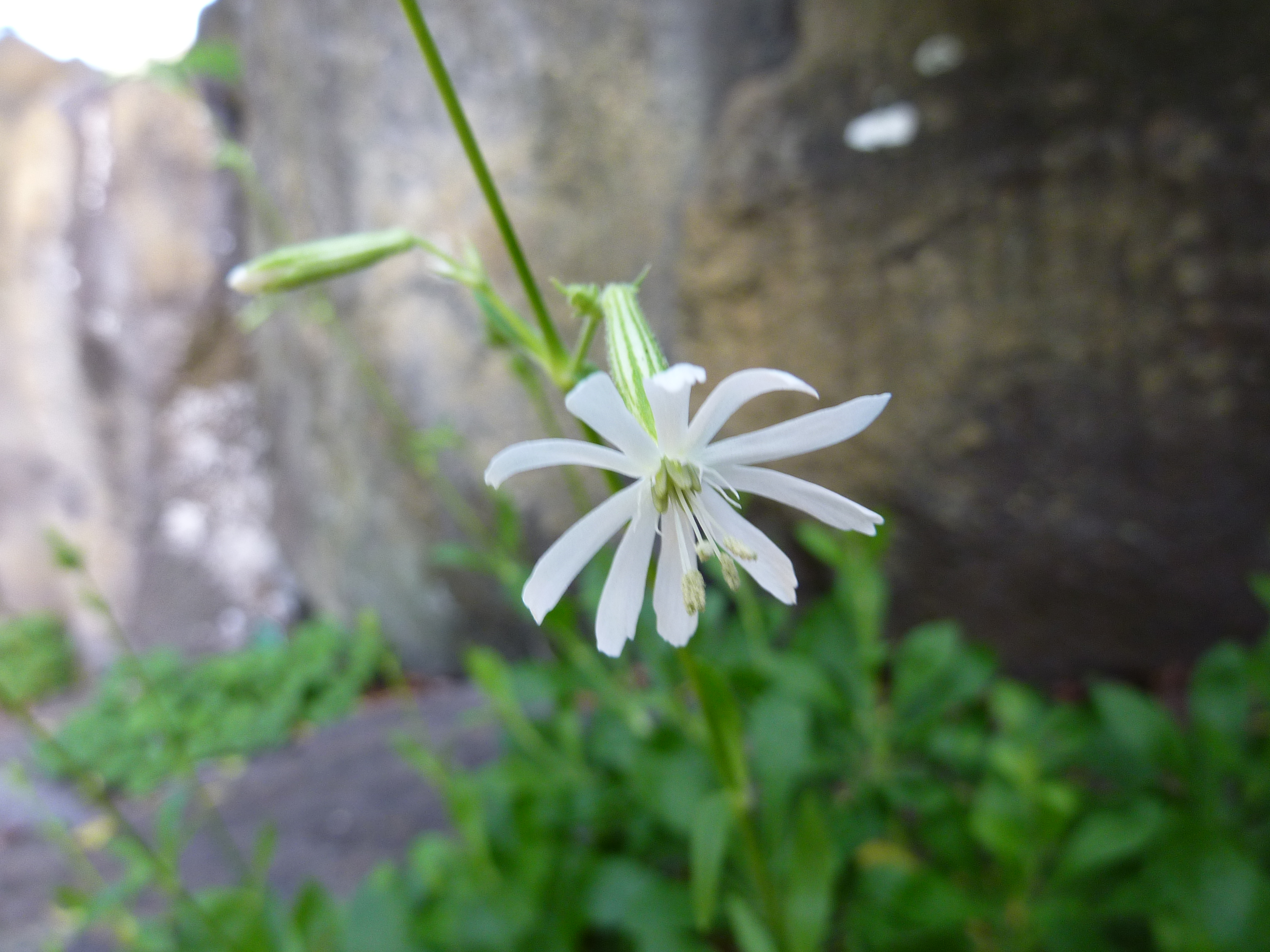
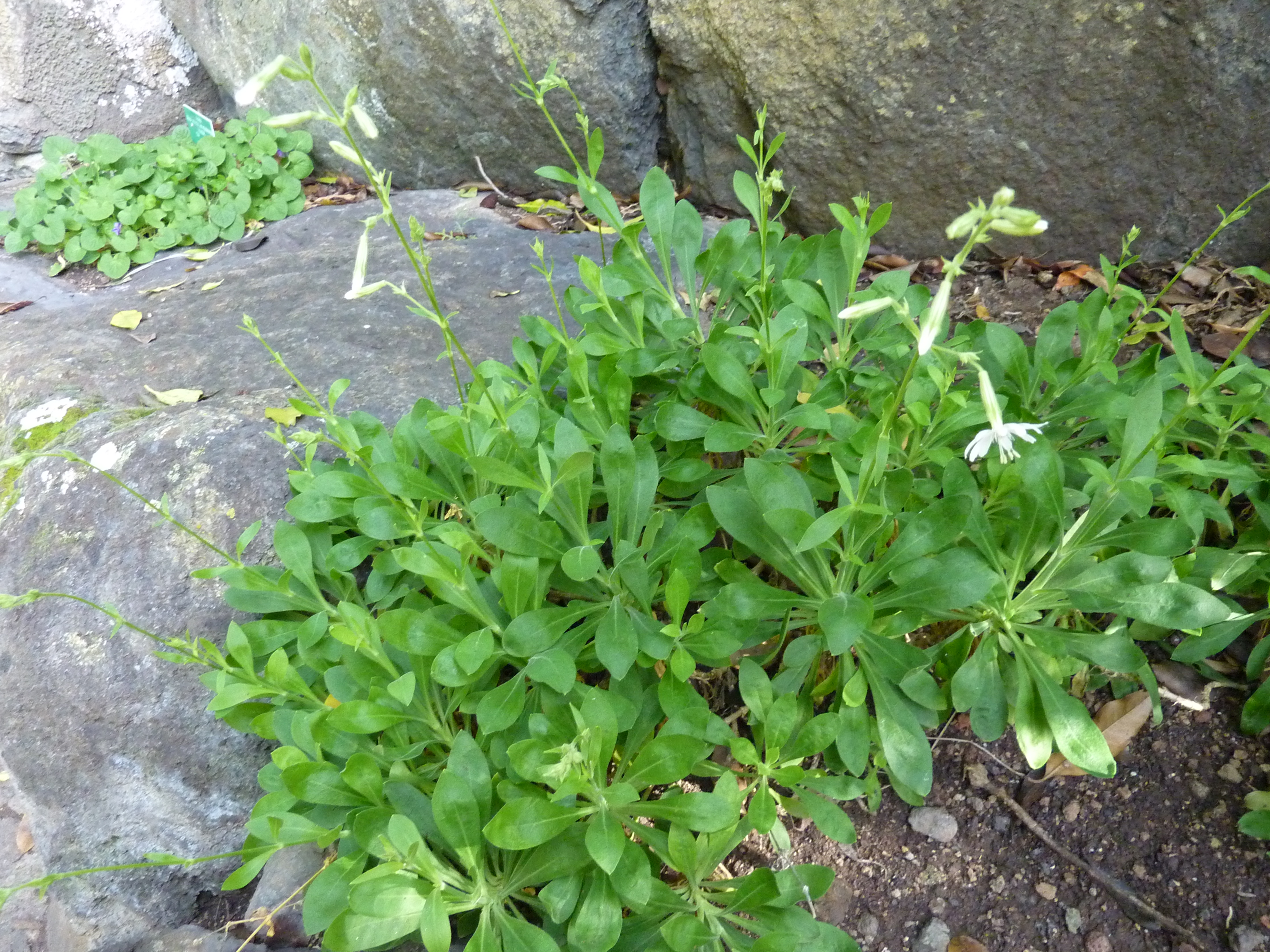